# L'Ombre du fou
Pour plus de détails, voir Fiche technique et Distribution.
L'Ombre du fou est un film français réalisé par Pascal Baeumler et sorti en 1988.

## Fiche technique
- Titre : L'Ombre du fou
- Réalisation : Pascal Baeumler
- Scénario : Pascal Baeumler
- Photographie : Louis Bihi
- Son : Frédéric Hamelin
- Montage : Tatiana Andrews
- Musique : Hervé Legrand
- Production : ORGEC
- Pays d'origine :  France
- Durée : 81 minutes
- Date de sortie : France - 1988

## Distribution
- Raphaëlle Baeumler : Raphaëlle
- Jeanne Taisson : Jeanne
- Gérard Lespagnol : Juju
- Jacqueline Pineau : Mamie